# Seilbahn Burg
| Seilbahn Burg an der Wupper | Seilbahn Burg an der Wupper                                                             |
| --------------------------- | --------------------------------------------------------------------------------------- |
| Zugang mit Blick nach oben  |                                                                                         |
| Strecke der Seilbahn Burg   |                                                                                         |
| Standort:                   | Burg an der Wupper, DE-NRW                                                              |
| Bauart:                     | Einseil-Doppelsesselumlaufbahn                                                          |
| Baujahr:                    | 1952, Umbau 1961 2013 Steuerungstechnik modernisiert                                    |
| Berg:                       | Burgberg Schloss Burg                                                                   |
| Talstation:                 | Unterburg, 97 m                                                                         |
| Höhendifferenz:             | 91 m                                                                                    |
| Bergstation:                | Oberburg, 188 m                                                                         |
| Streckenlänge:              | 248 m                                                                                   |
| Anzahl der Stützen:         | 3 Stk.                                                                                  |
| Kapazität:                  | 2 Pers./Sessel = 800 Pers./Stunde                                                       |
| Hersteller:                 | Herbert Weigmann, Oberstdorf Umbau Pohlig, Köln (PHB) 2013 Steuerungstechnik PBI, Hürth |
| Betreiber:                  | Seilbahn Burg GmbH                                                                      |
| Website:                    | www.seilbahn-burg.de                                                                    |
| Sessel:                     | 30 Doppelsessel (2-CLF)                                                                 |
| Förder-/ Tragseil:          | Durchmesser 23 mm, Länge 495 m                                                          |
| Antriebsleistung:           | Hauptantrieb Gleichstrommotor 56 PS Hilfsantrieb Drehstrommotor 38 PS                   |
| Positionierung:             | Antrieb und Spanngewicht in Bergstation                                                 |
| Fahrzeit:                   | 4 min                                                                                   |
| Architekt:                  | Walter Fehse, Remscheid                                                                 |
| Konstrukteur und Bauleiter: | Ernst Wilfer                                                                            |
| Fahrgäste:                  | ca. 200.000/Jahr, 14 Mio. bis 2011                                                      |

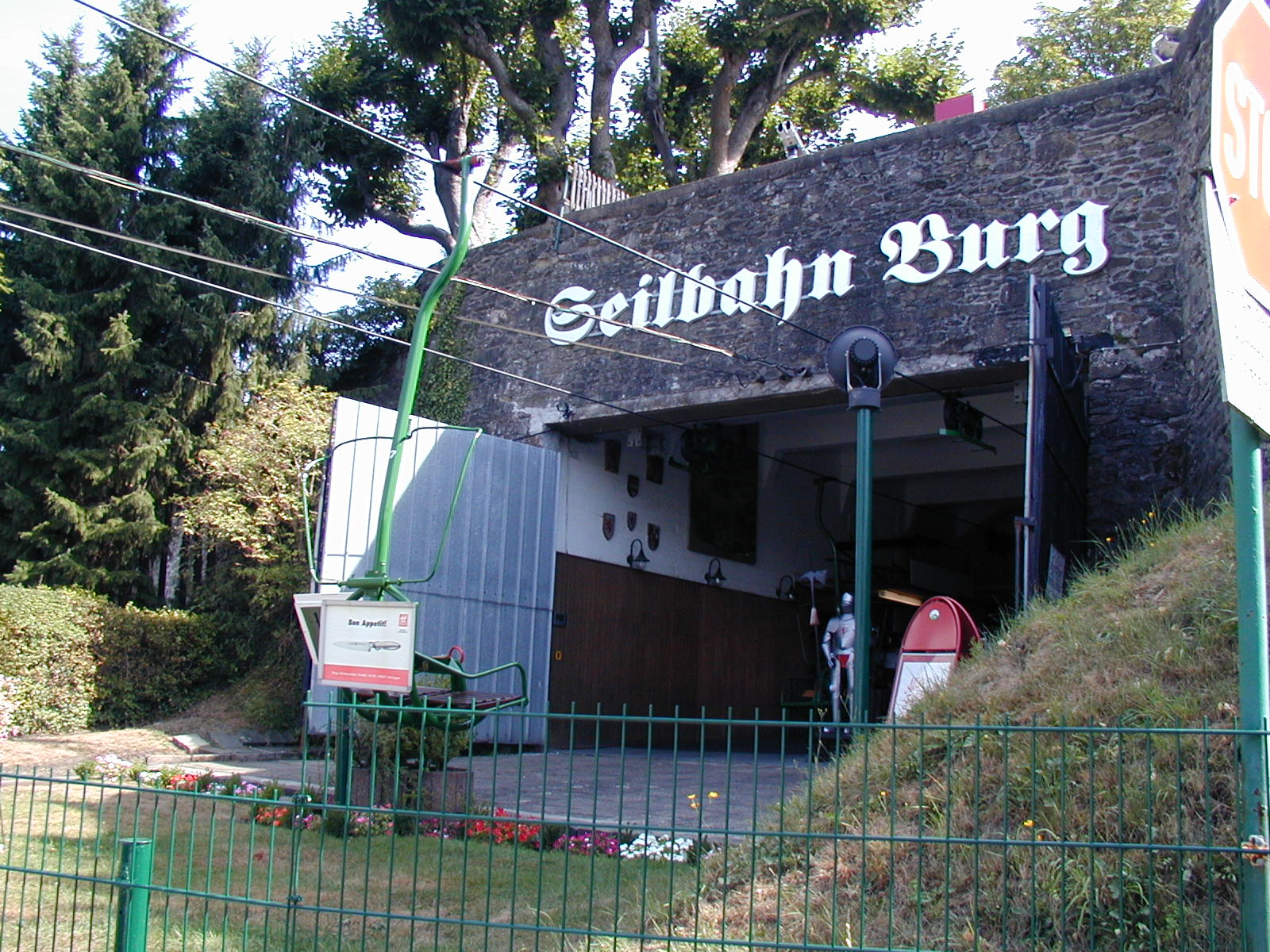
Bergstation der Seilbahn

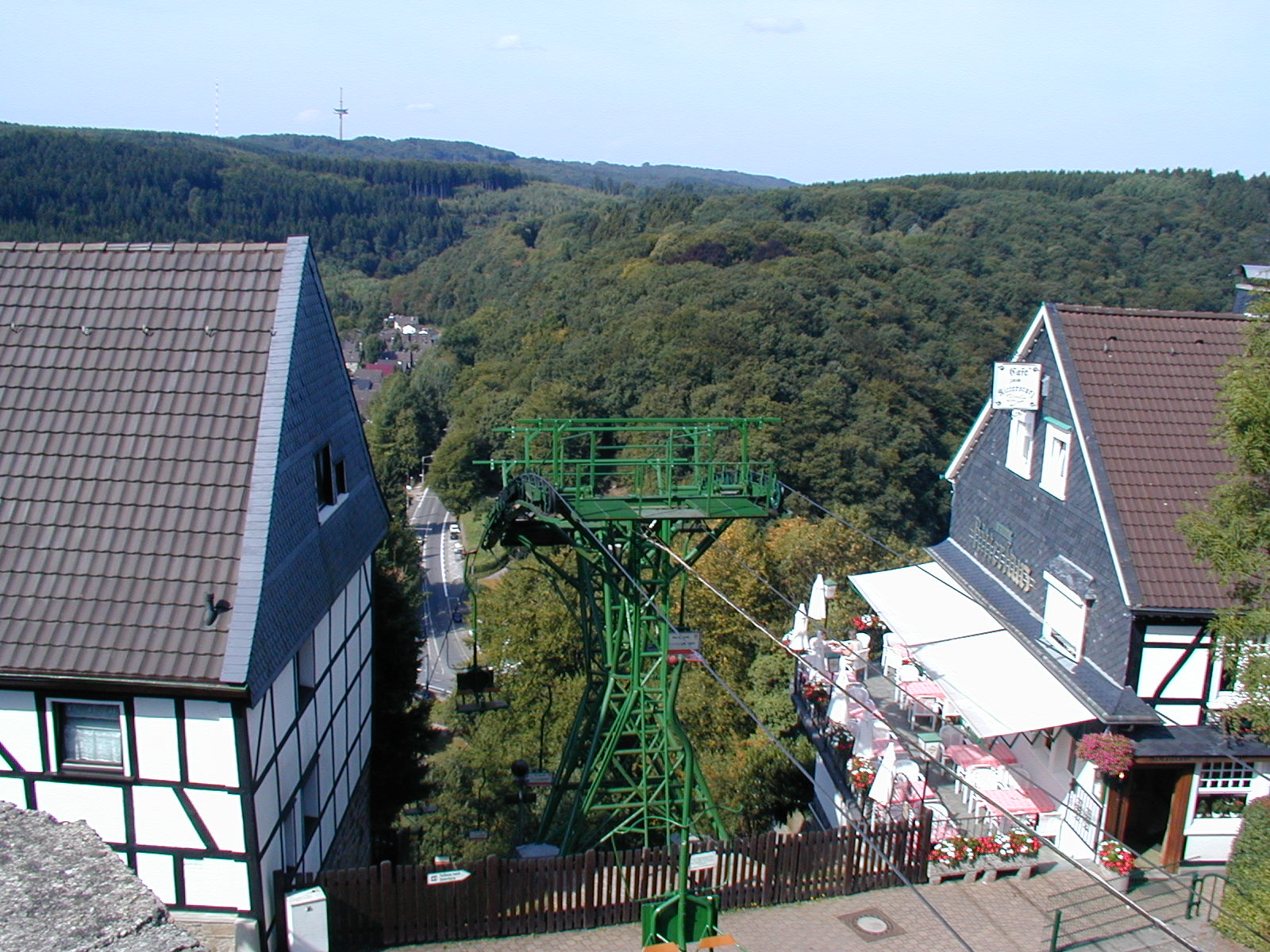
Seilbahn

Die Seilbahn Burg im Solinger Stadtteil Burg an der Wupper in Nordrhein-Westfalen dient überwiegend touristischen Zwecken.
Die Sesselbahn verkehrt zwischen den Ortsteilen Unterburg und Oberburg mit der bergischen Grafenresidenz Schloss Burg. Die Seilbahn überquert den Fluss Wupper und verläuft danach steil den Burgberg hinauf. Auf einer Fahrstrecke von knapp 250 Metern überwindet die Bahn etwa 90 Höhenmeter.
Erbauer und bis 1986 auch Geschäftsführer des Unternehmens war Dieter Backhaus (1926–1997), ein Kaufmann aus Remscheid. Er und sein Vater Erwin Backhaus sen. sowie sein Bruder Erwin Backhaus beschlossen im Jahre 1951 aufgrund im Schwarzwald und in Österreich gewonnener Eindrücke den Bau einer Seilbahn zwischen Unter- und Oberburg.
Als erstes derartiges Verkehrsmittel in Nordrhein-Westfalen wurde sie durch das Unternehmen Herbert Weigmann aus Oberstdorf 1952 realisiert. Die Eröffnung des Fahrbetriebes erfolgte am 31. Mai 1952. Architekt war Walter Fehse (1909–1992) aus Remscheid; Konstrukteur und Bauleiter Ernst Wilfer (1923–2014).

## Technische Angaben
Die Anlage entspricht dem Typ einer Einseilumlaufbahn, ausgeführt als fixgeklemmte Sesselbahn mit 30 Doppelsesseln. Der Antrieb erfolgt wahlweise per Gleichstrommotor (56 PS) mit Leonardsatz oder Drehstrommotor (38 PS). 1961 führte die J. Pohlig AG aus Köln umfangreiche technische Verbesserungen durch. Die Seilbahn verfügt über insgesamt drei Stützen. Der Durchmesser des endlosen Förder- und Tragseiles beträgt 23 Millimeter und seine Länge 495 Meter. 1996 erfolgte die Montage des heutigen Seiles von der Seilfabrik Zwickau. Der Antrieb befindet sich in der Bergstation (188 m ü. NN.), die Umlenkscheibe in der Talstation (97 m ü. NN.).